# Кемирколь
Кемирколь (каз. Кемеркөл) — озеро в Куршимском районе Восточно-Казахстанской области Казахстана, в западных отрогах Курчумского хребта.

## Гидрология
Озеро бессточное, с зеленовато-жёлтой слабо-солоноватой водой. Питание осуществляется за счёт подземных вод и осадков. Дно озера песчаное, твёрдое. Берега разнообразны: северный и южный — высокие, обрывистые; западный и восточный — пологие. Между наивысшим уровнем воды в мае и наиболее низким в сентябре наблюдается колебание уровня более чем в 1 метр.

## Фауна
В озере водится елец, плотва, сазан, карп, карась, обитают ондатра, журавли, дикие гуси, чайка и утки.